# Mr.Children、ヒカリノアトリエで虹の絵を描く
『Mr.Children、ヒカリノアトリエで虹の絵を描く』（ミスター・チルドレン、ヒカリノアトリエでにじのえをかく）は、日本のバンド・Mr.Childrenの22作目の映像作品。2017年12月20日にBlu-ray DiscとDVDで発売された。

## リリース・音楽性
Blu-ray Disc+CDとDVD+CDの2形態で発売。デジパック仕様となっている。
2016年から2017年にかけて開催された2本のホールツアー『Mr.Children Hall Tour 2016 虹』『Mr.Children Hall Tour 2017 ヒカリノアトリエ』のライブの模様、およびその舞台裏などの映像を収録したライブ・ドキュメンタリー作品。監督は稲垣哲朗 (KITE) が務めた。特典として、本編映像から全12曲を収録したCDが付属しているほか、特典映像として「ヒカリノアトリエ」のミュージック・ビデオを収録。
Mr.Childrenの映像作品としては、『Mr.Children Stadium Tour 2015 未完』以来約1年9か月ぶりとなるリリース。メジャー・デビュー25周年記念第3弾作品と銘打たれている。
本作のアートディレクターは監督の稲垣が担当。

## チャート成績
初週でDVD約3.5万枚、Blu-ray Disc約4.1万枚を売り上げ、2018年1月1日付のオリコン週間DVDランキングおよび週間Blu-rayランキングでそれぞれ初登場1位と2位を獲得。Mr.Childrenとしては前作『Mr.Children Stadium Tour 2015 未完』より2作連続、通算11作目の週間DVDランキング1位となった。音楽作品のDVDとBlu-rayを合計した「オリコン週間総合ミュージックDVD・Blu-rayランキング」でも約7.7万枚を売り上げ初登場1位となり、2作連続通算3作目の同ランキング1位獲得となった。

## 出演
- Mr.Children
  - 桜井和寿：Vocal & Guitar
  - 田原健一：Guitar
  - 中川敬輔：Bass
  - 鈴木英哉：Drums
- SUNNY：Keyboards & Vocal
- 山本拓夫：Saxophone & Flute
- icchie：Trumpet & Trombone
- 小春（チャラン・ポ・ランタン）：Accordion

## 収録内容

### Blu-ray, DVD
1. Document 1
  - 「innocent world」「名もなき詩」のスタジオ・セッション映像。バンド4人だけでの演奏。
2. Opening
  - BGMは「ヒカリノアトリエ Instrumental ver.」。
3. お伽話
  - 新曲。初音源化となり、シングルおよびアルバムには未収録となっている。
  - 桜井和寿が好きなある若いバンドの新譜がつまらなかったことから着想を得たという。桜井は「なんでこんなにキッチリ作ってるんだろう、もし俺がそのバンドのコンポーザーだったらどんな曲作るかなと思って。だから、出だしが『別にもううまくなんてやろうと思ってない』っていう」と語っている[16]。
4. Document 2
  - 「CANDY」のスタジオ・セッション映像および打ち合わせ映像。桜井が小春をサポート・ミュージシャンに迎え入れることを提案、オファーする。
  - 小春を加えての「あんまり覚えてないや」のスタジオ・セッション映像。
  - 桜井の46歳の誕生日を祝う様子も流れた。
5. Document 3
  - 「虹の彼方へ」「You make me happy」のスタジオ・リハーサル映像。
6. You make me happy
  - 本ツアー『Mr.Children Hall Tour 2016 虹』でライブ初披露となった。
7. PIANO MAN
8. Document 4
  - 桜井がバンド「ヒカリノアトリエ」の名前の由来について語る。
  - 「クラスメイト」のスタジオ・リハーサル映像。
9. クラスメイト
  - ライブでは『Mr.Children Concert Tour Q』以来約15年ぶりとなる演奏。
10. Document 5
  - 2016年4月15日のコラニー文化ホール公演のMCおよび「お伽話」「優しい歌」「くるみ」のライブ映像、舞台裏の映像。
  - 4月17日の長良川国際会議場公演から5月26日の茨城県立県民文化センター公演までのダイジェスト映像。
  - 6月13日の日比谷野外音楽堂公演の舞台裏映像。
11. MC
  - 日比谷野外音楽堂公演での映像。
12. 妄想満月
  - 日比谷野外音楽堂公演での映像。
  - バンドとしては初披露となった。
13. 虹の彼方へ
  - 日比谷野外音楽堂公演での映像。間奏でサポートメンバーの紹介が行なわれた。
  - バンドとしては『Mr.Children TOUR "REGRESS OR PROGRESS" '96〜'97 FINAL』以来約20年ぶりとなる演奏。フルコーラスでの映像化は本作が初となった。
14. Document 6
  - スタジオ・リハーサル映像および2016年9月21日の岩手県民会館 大ホール公演から10月2日の釧路市民文化会館公演までダイジェスト映像。
  - 2016年10月7日の日本武道館公演の舞台裏映像。
15. しるし
  - 日本武道館公演での映像。
  - キーを半音下げて演奏された。ラスサビ以降のみ収録されている。
16. こころ
  - 新曲。初音源化となり、シングルおよびアルバムには未収録となっている。
  - 2016年に桜井の身内に不幸があったことがきっかけとなり生まれた楽曲。桜井は「大事な人がいて、大事に想ってくれる人がいて、愛する人がいて、愛してくれる人がいて―その人のことを思い浮かべて、『今、自分がこんなことを言ったら、こんなことをしたら、あの人は何て言い返してくるかな? どんな表情をするかな? どんなリアクションをするかな?』って想像することが、そのまま自分の心になっていくんじゃないかなあと思って」と語っている[17]。
  - ホールツアー『Mr.Children Hall Tour 2016 虹』および『Mr.Children Hall Tour 2017 ヒカリノアトリエ』の会場では、入場時に本楽曲の歌詞カードが配布された[18]。
17. MC
18. Document 7
  - 2016年10月14日の熊本県立劇場演劇ホール公演のMCおよび「PADDLE」のライブ映像、2016年4月22日の宮崎市民文化ホール公演のMCおよび「彩り」のライブ映像、舞台裏の映像。
  - 「ヒカリノアトリエ」の制作過程追った映像。2016年4月28日の高知県立県民文化ホール公演と米子コンベンションセンター BiG SHiP公演の舞台裏映像および楽曲のレコーディング映像。
19. ヒカリノアトリエ
  - キーを半音下げて演奏された。
20. Document 8
  - 「メインストリートに行こう」「跳べ」のスタジオ・リハーサル映像。
  - 2017年3月4日のオリンパスホール八王子公演から3月10日の福岡サンパレス公演までのダイジェスト映像。
  - 3月16日の名古屋センチュリーホールのMCおよび「Another Story」「口笛」のライブ映像、舞台裏の映像。公演中に桜井の喉の不調による途中中止[19]を発表する様子が流れる。
  - 3月22日のNHKホール公演の「口笛」のリハーサル映像および舞台裏の映像。
21. メインストリートに行こう
  - ライブでは『Mr.Children TOUR REGRESS OR PROGRESS '96～'97』以来約20年ぶりの演奏。映像は2番サビからの収録となっている。
  - 曲の後に3月22日のNHKホール公演のMCが流れる。
22. 跳べ
  - ライブでは『MR.CHILDREN DOME TOUR 2005 "I ♥ U"』以来約11年ぶりの演奏。
  - 曲の後に3月22日のNHKホール公演のエンディングおよび舞台裏の映像が流れる。
23. Document 9
  - 2017年5月10日の名古屋センチュリーホール公演のMCおよび舞台裏の映像。
24. 終わりなき旅
25. End Roll
  - BGMは「ヒカリノアトリエ」。
  - エンドクレジットの後に『Mr.Children DOME & STADIUM TOUR 2017 Thanksgiving 25』の映像が流れる。

#### BONUS
1. ヒカリノアトリエ (MUSIC VIDEO)

### CD
1. You make me happy [3:58]
2. PIANO MAN [4:48]
3. クラスメイト [5:57]
4. 優しい歌 [3:38]
5. 妄想満月 [4:11]
6. 虹の彼方へ [5:33]
7. しるし [8:02]
8. 彩り [5:20]
9. ヒカリノアトリエ [4:35]
10. メインストリートに行こう [4:09]
11. 跳べ [6:32]
12. 終わりなき旅 [7:34]